# 傅学章
傅学章（1939年—），河南西平人，中华人民共和国政治人物、外交官。

## 生平
曾担任翻译。随着越南入侵柬埔寨进程推进，为避免中国外交人员成为越南俘虏。1979年3月，中华人民共和国驻柬埔寨大使孙浩率领其他七名外交人员，傅学章是其中成员，他们跟随英萨利，在豆蔻山脉一带进行长征，历经半月最后成功进入到泰国境内。
1997年，接替金桂华，担任中华人民共和国驻泰国大使。2001年，由晏廷爱接任。